# 甘蒂·達芙
甘蒂·達芙（荷蘭語：Candy Dulfer，1969年9月19日—），生於阿姆斯特丹，荷兰著名中音色士風演奏家。她於1990年推出個人的首張唱片《Saxuality》，即獲得格萊美獎提名。
甘蒂·達芙擅長輕爵士樂，表演風格亦趨向于浪漫風格，為知名色士風演奏家。

## 生涯

### 早期生活
甘蒂·達芙於1969年9月19日生於荷蘭阿姆斯特丹的一個音樂世家，她的父親漢斯·達芙（Hans Dulfer）是荷蘭著名的色士風演奏家，至今仍活躍于歐洲的爵士樂壇。甘蒂·達芙兒時便對音樂產生濃厚的興趣，她五歲時便可以用爵士鼓打出有節奏感的鼓聲。六歲時在沒有受到父親的指引下，執意要演奏色士風，但被漢斯·達芙拒絕，因為他的高音色士風對於年幼的甘蒂·達芙實在是太重了。當甘蒂·達芙7歲時即開始在父親的指點下學習中音色士風，并加入到當地的一個樂隊“青春的生命力”（Jeugd Doet Leven）中。這時她除了跟隨樂隊參加一些基本的音樂訓練外，亦有參加數個月的音樂課程，并通過自己的天賦掌握了演奏色士風的技巧。

### 音樂生涯
甘蒂·達芙於11歲時在她父親的樂隊“危險樂隊”（De Perikels）的演奏會上做首次獨奏表演，亦灌錄了该樂隊專輯中的一首單曲“我沒有問”（I don't ask）。1982年，13歲時的甘蒂·達芙參加了“北海爵士音樂節”，并為著名爵士樂歌手羅莎·金（Rosa King）伴奏，當時羅莎·金曾鼓勵她組一個自己的樂團。1984年，15歲的甘蒂·達芙開始籌備自己的爵士樂團「放克玩意」（Funky Stuff）。1987年，她的樂團成功參與了麥當娜於當年的世界巡迴演唱會其中歐洲站的兩場伴奏，至此在歐洲乃至世界樂壇獲得了一定的聲望。1988年時，樂隊成員發生了變化，一些老隊員離開了樂隊。儘管如此，在接下來的數年時間，這支由甘蒂·達芙領導組織的樂隊還是成爲了荷蘭全國首屈一指的放克類型爵士樂團。

1988年，她的樂團原本受邀參與搖滾鬼才王子於荷蘭的三場演唱會演出，擔任伴奏。但是後來王子取消了樂團伴奏，卻改請讓甘蒂·達芙在舞臺上進行一段即興獨奏。因為這段淵源，之後她還參與了王子的單曲《Partyman》的音樂錄影帶的演出。在該錄影帶中，王子曾如此說道：
当我需要长号，我的狗就可以做到。
但是当我想要色士风，我需要甘蒂。

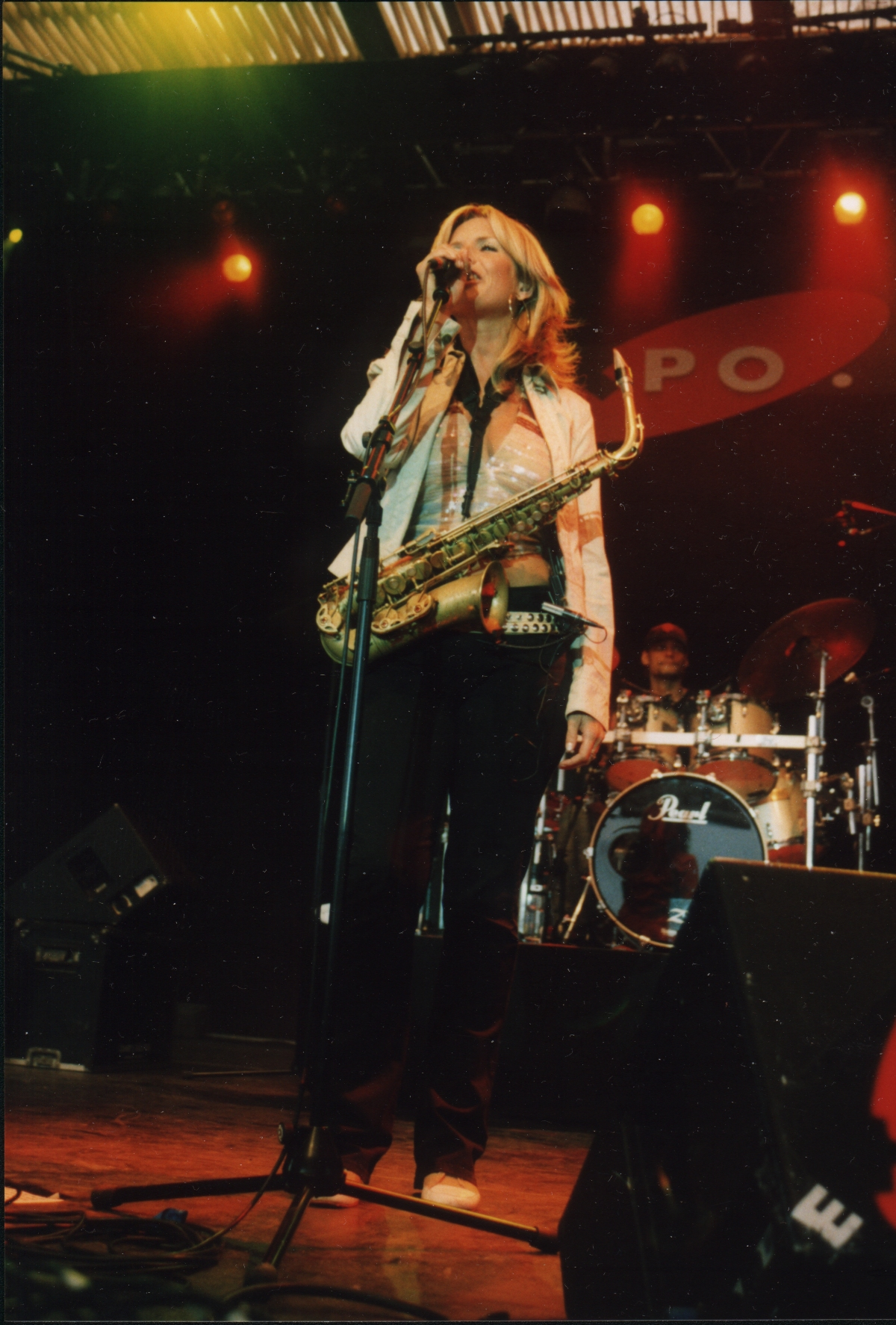
達芙在2006年的一次表演中。

这场演唱会結束后，著名吉他手和音乐制作人戴夫·史都华（Dave Stewart）為甘蒂·達芙製作了一首單曲《莉莉在此》（Lily Was Here）（一部荷蘭電影的主題曲）。這首單曲在1990年曾得到英國單曲排行榜的第六名，以及荷蘭電臺點播排行榜第一名的佳績。
甘蒂·達芙的首張專輯《Saxuality》於1990年6月推出，她以中音色士風所演奏的放克風格音樂吸引了大量美國當代爵士樂迷，順利的進入了北美音樂市場。《Saxuality》不僅在半年內就在北美取得了過百萬的唱片銷量，獲得金唱片認證，並一度在“公告牌百强单曲榜” 中名列第11位，之後亦獲得了格萊美獎的最佳爵士樂專輯的提名。於是她成為美國最為受歡迎的輕爵士樂演奏家之一，著名的單曲有《為了你的愛》（For The Love Of You），《芬斯伯里公园》（Finsbury Park）以及《第六十七號咖啡館》（Cafe 67）等。
1993年，她與北愛爾蘭著名歌手范·莫里森（Van Morrison）合作，參與了演唱會專輯《舊金山一夜》（A Night in San Francisco）的演出。
2001年，甘蒂·達芙與父親合作，共同推出了一張二重奏專輯《達芙，達芙》（Dulfer Dulfer）。
2007年，她推出了個人的第九張專輯《糖果店》（Candy Store），在“告示牌”當代爵士樂排行榜曾達到第二位。其中的歌曲《洛杉磯的霓虹燈》（L.A. Citylights）也曾是“全美輕爵士點播排行榜”（Smooth Jazz National Airplay）的第一位。

## 電視
2007年，甘蒂·達芙曾在荷蘭公共電視臺主持電視節目。在這個節目中她訪問過打擊樂手Sheila E、放克爵士色士風演奏家Maceo Parker、她的父親漢斯·達芙、范·莫里森、戴夫·史都华，和著名的節奏藍調歌手Mavis Staples。

## 作品
- Saxuality（1990年）
- 色士風-Go-Go（1993年）
- 大女孩（1995年）
- 因為你的愛（1997年）
- 甘蒂·達芙精選輯（1998年）[13]
- 女孩之夜（1999年）
- 達芙，達芙（2002年）
- 就在我的靈魂（2003年）
- 糖果店（2007年）
- 放克與馳放（2009年）

## 外部連結
- Candy Dulfer （页面存档备份，存于）（個人官方網站）
- 甘蒂·達芙的MySpace主頁
- Candy Dulfer在互联网电影资料库（IMDb）上的資料（英文）
- Candy meets...（荷兰文）
- Candy Dulfer on YouTube （页面存档备份，存于）